# هادي مهديفيكيا
هادي مهديفيكيا (1 يناير 1980 بطهران في إيران - ) هو لاعب كرة قدم إيراني في مركز الوسط. لعب مع نادي برسبوليس ونادي سايبا ونادي هامبورغ ونادي هامبورغ 2 ‏ ونادي هما ‏.